# Денсуш (комуна)
Денсуш (рум. Densuș) — комуна у повіті Хунедоара в Румунії. До складу комуни входять такі села (дані про населення за 2002 рік):
- Денсуш (392 особи) — адміністративний центр комуни
- Кріва (38 осіб)
- Пештеніца (331 особа)
- Пештяна (436 осіб)
- Поєнь (110 осіб)
- Хецеджел (234 особи)
- Штей (233 особи)

Комуна розташована на відстані 289 км на північний захід від Бухареста, 34 км на південь від Деви, 146 км на південний захід від Клуж-Напоки, 122 км на схід від Тімішоари.

## Населення
За даними перепису населення 2002 року у комуні проживали 1774 особи.
Національний склад населення комуни:
| Національність | Кількість осіб | Відсоток |
| -------------- | -------------- | -------- |
| румуни         | 1772           | 99,9%    |
| угорці         | 1              | 0,1%     |
| українці       | 1              | 0,1%     |

Рідною мовою назвали:
| Мова       | Кількість осіб | Відсоток |
| ---------- | -------------- | -------- |
| румунська  | 1772           | 99,9%    |
| угорська   | 1              | 0,1%     |
| українська | 1              | 0,1%     |

Склад населення комуни за віросповіданням:
| Релігія            | Кількість осіб | Відсоток |
| ------------------ | -------------- | -------- |
| православні        | 1506           | 84,9%    |
| п'ятдесятники      | 204            | 11,5%    |
| баптисти           | 52             | 2,9%     |
| адвентисти         | 6              | 0,3%     |
| реформати          | 4              | 0,2%     |
| римо-католики      | 1              | 0,1%     |
| не вказали релігію | 1              | 0,1%     |